# هبوط الضغط الانتصابي
هبوط الضغط الانتصابي، ويعرف أيضاً باسم هبوط الضغط العالي الانقباضي أو المنخفض الانبساطي أو انخفاض ضغط الدم الوضعي. وهو ذلك النوع من انخفاض ضغط الدم المفاجئ الذي يحدث حين يقف الإنسان فجأة أو أثناء الوقوف لفترات طويلة دون حراك، وقد يترافق أحياناً بدوار أو نوبة فقدان للوعي. ويمكن أن تحدث هذه الحالة مع أي شخص في اعمار مختلفة ولكنه يصبح مهماً بشكل أكبر عند كبار السن.

## آلية الحدوث
عند الانتقال من وضعية الإستلقاء إلى وضعية الوقوف، يزداد ضغط الدم الانبساطي بشكل طبيعي بمعدل 5–10 ملم زئبقي، ويتم التحكم بهذا التغيير عن طريق مستقبلات عصبية تتأثر بضغط الدم موجودة في الشرايين السباتية الموجودة في العنق وقوس الشريان الأبهري الموجودة في الصدر.
عند مرضى هبوط التوتر الشرياني الانتصابي، ينخفض الضغط عند الانتقال من وضعية الاستلقاء إلى وضعية الجلوس، ويكون هذا على حساب التوتر الانقباضي والانبساطي معاً.

## الأعراض والعلامات
يتميز انخفاض ضغط الدم الانتصابي بالأعراض التي تحدث بعد الوقوف (من الاستلقاء أو الجلوس)، خاصة عند القيام به بسرعة. يبلغ الكثيرون عن خفة الرأس (شعور بأن المرء قد يكون على وشك الإغماء)، وأحيانا شديد، أو حتى إغماء فعلي مع خطر السقوط المرتبط به. مع انخفاض ضغط الدم الانتصابي المزمن، قد تتفاقم الحالة وآثارها حتى مع الإغماء والعديد من الأعراض الأخرى تصبح أقل تواترا. قد يحدث أيضا ضعف أو تعب عام. يبلغ البعض أيضا عن صعوبة في التركيز، عدم وضوح الرؤية، ارتعاش، دوار، قلق، خفقان (الوعي بنبضات القلب)، عدم الثبات، الشعور بالعرق أو الرطوبة، وأحيانا الغثيان. قد يبدو الشخص شاحبا. قد يعاني بعض الأشخاص من انخفاض ضغط الدم الانتصابي الشديد مع الأعراض الوحيدة هي الارتباك، أو التعب الشديد. النساء الحوامل معرضات أيضا لانخفاض ضغط الدم الانتصابي.

## الأسباب
تشمل بعض أسباب انخفاض ضغط الدم الانتصابي الاضطرابات التنكسية العصبية، انخفاض حجم الدم (على سبيل المثال الناجم عن الجفاف، النزيف، أو استخدام مدرات البول)، الأدوية التي تسبب توسع الأوعية، أنواع أخرى من الأدوية (لا سيما المخدرات والماريجوانا)، وقف مضيقات الأوعية الدموية، والراحة في الفراش لفترات طويلة (الجمود)، فقدان الوزن الأخير الكبير، فقر الدم، نقص فيتامين بي12، أو جراحة السمنة الأخيرة.

### أدوية
يمكن أن يكون انخفاض ضغط الدم الانتصابي أحد الآثار الجانبية لبعض مضادات الاكتئاب، مثل مضادات الاكتئاب ثلاثية الحلقات أو مثبط أكسيداز أحادي الأمين (MAOIs). يمكن أن تسبب الماريجوانا ورباعي هيدروكانابينول في بعض الأحيان انخفاض ضغط الدم الانتصابي الملحوظ. يمكن للكحول أن يحفز انخفاض ضغط الدم الانتصابي إلى درجة الإغماء. يمكن أن يكون انخفاض ضغط الدم الانتصابي أيضًا أحد الآثار الجانبية لحاصرات ألفا-1 (عوامل منع الأدرينالية ألفا1). تمنع حاصرات ألفا1 تضيق الأوعية الذي يبدأ عادة من خلال منعكس مستقبل الضغط عند تغيير الوضع والانخفاض اللاحق في الضغط.

### أسباب أخرى
المرضى المعرضون لانخفاض ضغط الدم الانتصابي هم كبار السن، الأمهات بعد الولادة، وأولئك الذين كانوا يستريحون لفترات طويلة في الفراش. غالبا ما يصاب الأشخاص المصابون بفقدان الشهية العصبي والشره المرضي العصبي بانخفاض ضغط الدم الانتصابي كأثر جانبي شائع. قد يؤدي استهلاك الكحول أيضا إلى انخفاض ضغط الدم الانتصابي بسبب آثاره المجففة.

## التشخيص
يمكن تأكيد انخفاض ضغط الدم الانتصابي من خلال قياس ضغط دم الشخص بعد الاستلقاء لمدة 5 دقائق، ثم بعد دقيقة واحدة من الوقوف، و3 دقائق بعد الوقوف. ويعرف انخفاض ضغط الدم الانتصابي بأنه انخفاض في ضغط الدم الانقباضي لا يقل عن 20 مم زئبقي و/أو في ضغط الدم الانبساطي الذي لا يقل عن 10 مم زئبقي بين قراءة الاستلقاء والقراءة المستقيمة. بالإضافة إلى ذلك، يجب أيضًا قياس معدل ضربات القلب لكلا الموضعين. قد تشير الزيادة الكبيرة في معدل ضربات القلب من الاستلقاء إلى الوقوف إلى جهد تعويضي من القلب للحفاظ على النتاج القلبي أو متلازمة عدم انتظام دقات القلب الانتصابي الودي (POTS). يمكن أيضًا إجراء اختبار الطاولة المائلة.

## العلاج
يتم العلاج حسب سبب حدوث الحالة أيّ معالجة السبب الرئيسي للمشكلة، بحيث ان كان السبب هو الجفاف، فلا بد من التشديد على شرب الكثير من الماء، اما ان كانت الادوية هي السبب، فيجب القيام بملاءمة حجم جرعات الدواء للحالة، وما شابه.
اما عند هبوط ضغط الدم عند الوقوف بشكل شديد وحاد، ولا يختفي بعد شرب كميات كافية من الماء أو بعد الوقوف ببطء، فمن الممكن استخدام الجوارب المطاطية (الضاغطة) التي تمنع تراكم الدم في الرجلين عند الوقوف. اما إذا استمرت الحالة على ما هي عليه، فعندها تكون هنالك حاجة للعلاج الدوائي مثل استعمال الأدوية الرافعة للضغط مثلEphedrine 
ويمكن استعمال ملح الطعام والتغذية الجيدة والمتوازنة، كما أن ممارسة الرياضة بشكل منتظم وتمارين الاسترخاء تساعد على العلاج والوقاية من هذا المرض.

## الوقاية
الوقوف التدريجى غير المفاجئ